# The Voice of Italy
The Voice of Italy (bekannt als The Voice) ist eine italienische Castingshow, die auf dem niederländischen Format The Voice von John de Mol basierte. Sie wurde 2013–2019 auf Rai 2 ausgestrahlt (mit einer Pause 2017). 2020 wurde erstmals der Ableger The Voice Senior auf Rai 1 ausgestrahlt.

## Produktion
Nachdem Rai 2 2011 X Factor aufgegeben hatte (die Show wurde daraufhin von Sky Uno weitergeführt) versuchte man, Star Academy für 2011/12 neu aufzulegen (eine Ausgabe war in Italien bereits 2002 als Operazione Trionfo ausgestrahlt worden), jedoch ohne Erfolg. Die Rai entschied sich daraufhin für das Format The Voice of Holland, das bereits erfolgreich in andere Länder exportiert worden war. Die erste Ausgabe startete im Frühling 2013 auf Rai 2 und übernahm den Sendeplatz der Realityshow L’isola dei famosi. Nach zwei erfolgreichen Ausgaben (woraus auch die international beachtete Suor Cristina hervorging), fielen die Einschaltquoten stark ab und 2016 wurde das Ende der Show nach vier Staffeln bekanntgegeben. Stattdessen wollte die Rai auf Italian Idol, eine italienische Version von Pop Idol, setzen, was allerdings bald wieder aufgegeben wurde. Schon 2018 kehrte The Voice ins Fernsehen zurück.

## Konzept
Die Konkurrenten treten in den Blind Auditions im Rücken der Coaches auf, die auf roten Drehstühlen sitzen und nur aufgrund der Stimme entscheiden, durch das Drehen ihres Stuhls den Kandidaten in ihr Team aufzunehmen. Die Coaches sind auch dafür zuständig, die Kandidaten ihres Teams bei der Verbesserung ihrer Gesangsfähigkeiten zu unterstützen. Bei den Auftritten werden die Sänger von einer Liveband begleitet.
Die Show besteht aus vier Phasen (in der ersten Staffel nur drei):
- Blind Auditions
- The Battles
- Knockout (K.O.)
- Live Show

Aus jedem Team wird im Lauf der Sendung ein Finalist bestimmt, bis im Finale schließlich die „beste Stimme Italiens“ gekürt wird. Die Abstimmung erfolgt über Televoting des Publikums. Der Sieger erhält einen Plattenvertrag mit Universal Music Italia im Wert von 200.000 Euro.

## Staffelübersicht
| Staffel | Ausstrahlungszeitraum | Ausstrahlungszeitraum | Termine | Kandidaten | Sieger(in)            | Zweitplatzierte(r)       | Drittplatzierte(r) | Sieger-Coach                   |
| ------- | --------------------- | --------------------- | ------- | ---------- | --------------------- | ------------------------ | ------------------ | ------------------------------ |
| 1       | 7. März 2013          | 30. Mai 2013          | 13      | 64         | Elhaida Dani          | Timothy Cavicchini       | Veronica De Simone | Riccardo Cocciante             |
| 2       | 12. März 2014         | 5. Juni 2014          | 14      | 64         | Suor Cristina Scuccia | Giacomo Voli             | Tommaso Pini       | J-Ax                           |
| 3       | 25. Februar 2015      | 27. Mai 2015          | 14      | 64         | Fabio Curto           | Roberta Carrese          | Carola Campagna    | Roby und Francesco Facchinetti |
| 4       | 24. Februar 2016      | 23. Mai 2016          | 14      | 84         | Alice Paba            | Charles Kablan           | Elya Zambolin      | Dolcenera                      |
| 5       | 20. März 2018         | 10. Mai 2018          | 8       | 48         | Maryam Tancredi       | Beatrice Pezzini         | Andrea Butturini   | Al Bano                        |
| 6       | 23. April 2019        | 4. Juni 2019          | 8       | 56         | Carmen Pierri         | Brenda Carolina Lawrence | Miriam Ayaba       | Gigi D’Alessio                 |

## Coaches
| Coach                          | 2013                        | 2014                        | 2015                        | 2016                        | 2018                        | 2019                        |
| ------------------------------ | --------------------------- | --------------------------- | --------------------------- | --------------------------- | --------------------------- | --------------------------- |
| Piero Pelù                     | Grünes Häkchensymbol für ja | Grünes Häkchensymbol für ja | Grünes Häkchensymbol für ja |                             |                             |                             |
| Noemi                          | Grünes Häkchensymbol für ja | Grünes Häkchensymbol für ja | Grünes Häkchensymbol für ja |                             |                             |                             |
| Raffaella Carrà                | Grünes Häkchensymbol für ja | Grünes Häkchensymbol für ja |                             | Grünes Häkchensymbol für ja |                             |                             |
| J-Ax                           |                             | Grünes Häkchensymbol für ja | Grünes Häkchensymbol für ja |                             | Grünes Häkchensymbol für ja |                             |
| Riccardo Cocciante             | Grünes Häkchensymbol für ja |                             |                             |                             |                             |                             |
| Roby und Francesco Facchinetti |                             |                             | Grünes Häkchensymbol für ja |                             |                             |                             |
| Dolcenera                      |                             |                             |                             | Grünes Häkchensymbol für ja |                             |                             |
| Max Pezzali                    |                             |                             |                             | Grünes Häkchensymbol für ja |                             |                             |
| Emis Killa                     |                             |                             |                             | Grünes Häkchensymbol für ja |                             |                             |
| Al Bano                        |                             |                             |                             |                             | Grünes Häkchensymbol für ja |                             |
| Francesco Renga                |                             |                             |                             |                             | Grünes Häkchensymbol für ja |                             |
| Cristina Scabbia               |                             |                             |                             |                             | Grünes Häkchensymbol für ja |                             |
| Morgan                         |                             |                             |                             |                             |                             | Grünes Häkchensymbol für ja |
| Guè Pequeno                    |                             |                             |                             |                             |                             | Grünes Häkchensymbol für ja |
| Elettra Lamborghini            |                             |                             |                             |                             |                             | Grünes Häkchensymbol für ja |
| Gigi D’Alessio                 |                             |                             |                             |                             |                             | Grünes Häkchensymbol für ja |

## Belege
1. ↑  Domenico Naso: The Voice of Italy 2016, due (miseri) milioni di spettatori per la finale. Per la cronaca, non certo per la storia, vince Alice Paba. In: Il Fatto Quotidiano. Editoriale il Fatto, 24. Mai 2016, abgerufen am 25. November 2016 (italienisch).
2. ↑  Rai 2 e i talent show, un sodalizio decisamente sfortunato: “Italian Idols” cancellato mesi prima della partenza. In: AllMusicItalia. 22. November 2016, abgerufen am 25. November 2016 (italienisch).
3. ↑  Claudia Casiraghi: The Voice of Italy 2018: ecco la nuova giuria. In: VanityFair.it. Condé Nast, 29. Januar 2018, abgerufen am 10. Februar 2018 (italienisch).